# Fjäll-uddmossa
Fjäll-uddmossa (Cinclidium arcticum) är en bladmossart som beskrevs av W. P. Schimper 1848. Enligt Catalogue of Life ingår Fjäll-uddmossa i släktet uddmossor och familjen Mniaceae, men enligt Dyntaxa är tillhörigheten istället släktet uddmossor och familjen Cinclidiaceae. Arten är reproducerande i Sverige. Inga underarter finns listade i Catalogue of Life.